# Gottbegnadeten-Liste
Gottbegnadeten-Liste (в пер. с нем. — «список одарённых от Бога», «список богоизбранных») — составленный в 1944 году рейхсминистерством народного просвещения и пропаганды список, в который вошли самые значительные деятели культуры и искусства национал-социалистической Германии. Список формировался при личном участии Адольфа Гитлера. Само название Gottbegnadeten-Liste находилось на титульном листе и являлось официальным, введённым в обращение рейхсминистерством. Оригинал списка хранится в Федеральном архиве Германии под сигнатурой BArch R 55/20252a (не опубликован).

## Общие сведения
Уже в начале национал-социалистической эры в Германии составлялись списки неблагонадёжных либо полезных для режима деятелей искусств. В октябре 1939 года, по личному указанию А. Гитлера, наиболее известные и лояльные режиму художники, актёры, писатели, архитекторы, музыканты и т. п. были признаны освобождёнными от фронтовой службы («unabkömmlich», сокращённо «uk») с тем, чтобы сберечь наиболее ценные культурные кадры, а также использовать их на «внутреннем трудовом фронте» в целях агитации и пропаганды. Список этот был составлен незадолго перед нападением Германии на Польшу в 1939 году лично Й. Геббельсом. В 1941 году музыкальный референт Верховного командования германской армии Э. Л. фон Кнорр совместно с генералом Вермахта Э. Вагнером составили дополнительный список из 360 музыкантов, который подписал Гитлер. Равным образом Кнорр сумел устроить многих музыкантов преподавателями в военные музыкальные школы, что дало им возможность избежать участия в боевых действиях.

## Методы отбора
После объявления в 1943 году тотальной войны как её следствие в Германии к 1 сентября 1944 года были закрыты все театры. Многие художники и артисты были мобилизованы в армию и отправлены на фронт, либо работали на предприятиях военной промышленности. 1041 человек из 140 тысяч членов Имперской палаты культуры были освобождены от этих обязанностей и включены в Gottbegnadeten-Liste. Хотя эти люди продолжали формально считаться военнообязанными, однако привлекались лишь к участию в пропагандистских концертах и обслуживанию войск. Из их числа были исключены деятели искусства, которые представляли «выдающийся национальный капитал» («überragendes nationales Kapital») — такие персоны были включены в отдельный список («Sonderliste») «незаменимых» («unersetzliche»).
В Список Геббельса в первую очередь вошли деятели художественного кино (280 актёров, 227 актрис, 96 сценаристов и 35 кинорежиссёров). Гитлер, в свою очередь, выбрал для «своего» списка наиболее важных для Германии писателей, художников, композиторов, музыкантов и театральных актёров. Кроме этого, у Гитлера были и другие, особые списки «незаменимых» деятелей культуры.
Каждый включённый в Список получал от рейхсминистерства народного просвещения и пропаганды особый документ, согласно которому он освобождался от службы на фронте и трудовой повинности. В то же время эти деятели культуры были обязаны участвовать в различных пропагандистских мероприятиях, организуемых рейхсминистерством народного просвещения и пропаганды.
В 1944 году, когда обстановка на фронтах для Германии стала критической, нацистским руководством было принято решение о мобилизации всех возможных резервов. 30 ноября 1944 года министерство выпустило документ, согласно которому освобождённые прежде от военной службы деятели культуры, в том числе и находящиеся в Gottbegnadeten-Liste, должны быть зачислены в состав Фольксштурма.

## Особые списки «незаменимых»
В особом списке находились:
- Скульпторы: Арно Брекер, Фриц Климш, Георг Кольбе, Йозеф Торак
- Художники: Герман Градль, Артур Кампф, Вилли Кригель, Вернер Пейнер
- Архитекторы: Леонард Галль, Герман Гислер, Вильгельм Крейс, Пауль Шульце-Наумбург.
- Писатели: Герхарт Гауптман (нобелевский лауреат), Ганс Каросса, Ханнс Йост, Эрвин Гвидо Кольбенхейер, Агнес Мигель, Ина Зайдель,
- Музыканты: Ганс Пфицнер, Рихард Штраус, Вильгельм Фуртвенглер.

Дополнительно имелся лист с четырьмя крупнейшими театральными актёрами Рейха:
Отто Фалькенберг, Фридрих Кайслер, Гермина Кёрнер и Элизабет Фликеншильдт.
Кроме заслуженных («незаменимых») деятелей немецкой культуры, упомянутых в Sonderliste, в число освобождённых от фронтовой службы, но обязанных участвовать в «культурной жизни фронта» входили — согласно «списку фюрера» («Führerliste») — 15 писателей, 16 композиторов, 15 дирижёров, 34 скульптора, 73 художника, 51 архитектор, 23 мастера прикладного искусства (проектировщики и книжные графики), 17 пианистов, 9 скрипачей, 4 виолончелиста, 2 органиста, 3 квартета, 9 эстрадных певцов, а также несколько театральных актёров и оперных певцов.

## Общий список
В общем (непривилегированном) списке фигурировали

### Музыканты
Карл Бём, Карл Орф, Герберт фон Караян, Вернер Эгк, Вальтер Гизекинг, Ганс Эберт, Отмар Герстер, Ганс Хоттер, Роберт Хегер, Курт Кречмар, Гюнтер Рамин, Ганс Шмидт-Иссерштедт, Генрих Шпитта, Лотта Веркмейстер, Лиззи Вальдмюллер, Карл Шмитт-Вальтер, Карл Шурихт, Ильза Вернер, Эрна Зак, Михаэль Раухайзен и другие.

### Актёры театра и кино
Хайнц Рюман, Вилли Фрич и другие.